# Góry Bystrzyckie (Sudety)

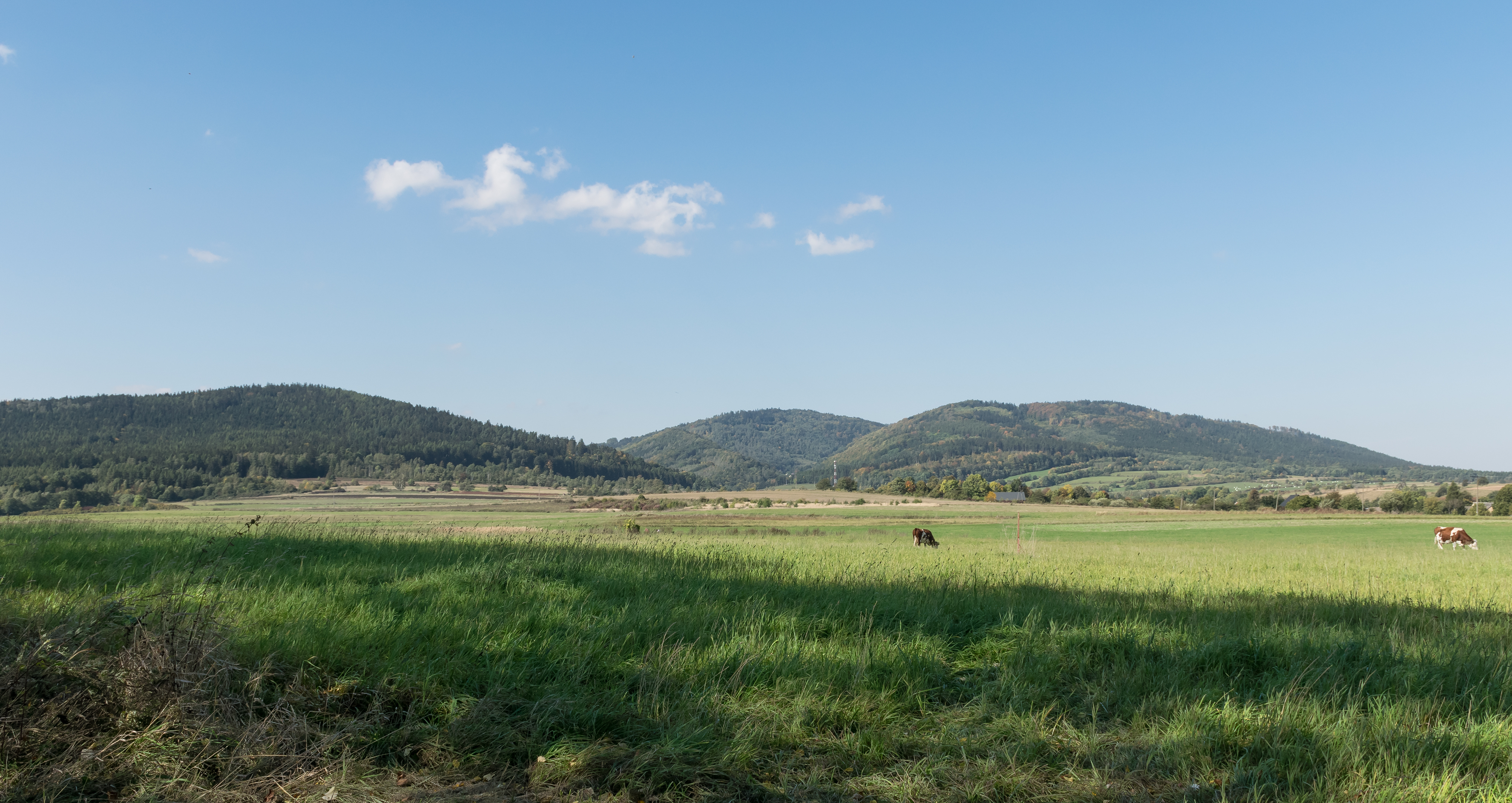
Kawczak, Trzcińska Góra i Żeleźniak w Górach Bystrzyckich

Góry Bystrzyckie (332.53, cz. Bystřické hory, niem. Habelschwerdter Gebirge) – rozległy, słabo zróżnicowany masyw górski w Sudetach Środkowych. Administracyjnie Góry Bystrzyckie położone są w województwie dolnośląskim, w powiecie kłodzkim.
Od północy Góry Bystrzyckie sąsiadują z Górami Stołowymi i Obniżeniem Dusznickim, od zachodu z Górami Orlickimi, oddzielone od nich dolinami Bystrzycy Dusznickiej i Dzikiej Orlicy – ta ostatnia odgranicza Góry Bystrzyckie także od południowego zachodu. Wschodnią granicę wyznacza Rów Górnej Nysy, ku któremu góry opadają wyraźnym uskokiem tektonicznym, granicząc z Wysoczyzną Łomnicy, Obniżeniem Bystrzycy Kłodzkiej i Wysoczyzną Międzylesia. Większość obszaru pasma leży na terenie Polski, na teren Czech przechodzi jedynie mały skrawek w południowej części (na południe od Lesicy).
Według czeskich geografów Góry Bystrzyckie kończą się na granicy państwowej i nie przechodzą na obszar Czech, a ich kontynuację stanowią Góry Orlickie, a dokładniej Mladkovská vrchovina.
Góry Bystrzyckie wyróżniają się dużą lesistością. Teren jest bardzo słabo zaludniony i ze względu na trudne warunki ciągle wyludniający się w wyniku procesu zanikania wsi. Małe urozmaicenie rzeźby terenu, znaczne zalesienie i słaba baza noclegowa powodują, że Góry Bystrzyckie nie są popularnym regionem turystycznym. Są one atrakcyjne dla wytrwałych piechurów i rowerzystów górskich poszukujących miejsc wolnych od masowej turystyki.

## Miejscowości
Spalona – Lasówka – Piaskowice – Mostowice – Rudawa – Niemojów – Lesica – Wójtowice – Nowa Bystrzyca – Stara Bystrzyca – Zalesie – Młoty – Huta – Różanka – Gniewoszów – Poniatów – Poręba – Ponikwa – Nowa Łomnica – Paszków – Wyszki – Kamieńczyk – Bobrowniki – Pokrzywno – Sokołówka.

## Nazwa
Nazwa Gór Bystrzyckich pochodzi od nazwy rzeki (i miasta) Bystrzyca. Bezsprzecznie etymologię da się wyprowadzić od ogólnosłowiańskiego przymiotnika bystry. Ale i tu pojawiają się problemy – nazwa niemiecka brzmi Habelschwerdter Gebirge, co pochodzi od niemieckiej nazwy miasta Habelschwerdt (niem. Habel to pol. imię Haweł, Gaweł), po wojnie nazwanego po polsku Bystrzyca Kłodzka. Sprawa jest o tyle skomplikowana, że niemiecka nazwa gór pochodzi od nazwy miasta (Habelschwerdt), natomiast polska – od nazwy rzeki Bystrzycy, która w Bystrzycy Kłodzkiej wpada do Nysy Kłodzkiej i nadała również nazwę temu miastu. Nazwa tej rzeki jest słowiańska i przetrwała od średniowiecza, również w niemieckim nazewnictwie – w zniekształconej formie Weistritz.
Dodatkowym problemem jest, że nazwa miejscowa Bystrzyca jest bardzo popularna i chętnie nazywano tak liczne górskie rzeczki o wartkim nurcie. W samych Górach Bystrzyckich mamy dwie rzeki o nazwie Bystrzyca, obie są lewobrzeżnymi dopływami Nysy Kłodzkiej. Jedna z nich, Bystrzyca Dusznicka (niem. Reinerzer Weistritz) bierze początek w Zieleńcu, oddziela północną część Gór Bystrzyckich od Gór Orlickich, płynie przez Duszniki-Zdrój, Szczytną i Polanicę-Zdrój i wpada do Nysy Kłodzkiej. Druga Bystrzyca, czasem nazywana dla odróżnienia Bystrzycą Łomnicką (niem. Kressen Bach Weistritz), ma swoje źródła na Zbójnickiej Górze i oddziela główny grzbiet Gór Bystrzyckich od masywu Łomnickiej Równi, następnie płynie przez wsie Młoty, Wójtowice, Nowa Bystrzyca i Stara Bystrzyca, a w Bystrzycy Kłodzkiej uchodzi do Nysy Kłodzkiej.

## Rzeźba terenu

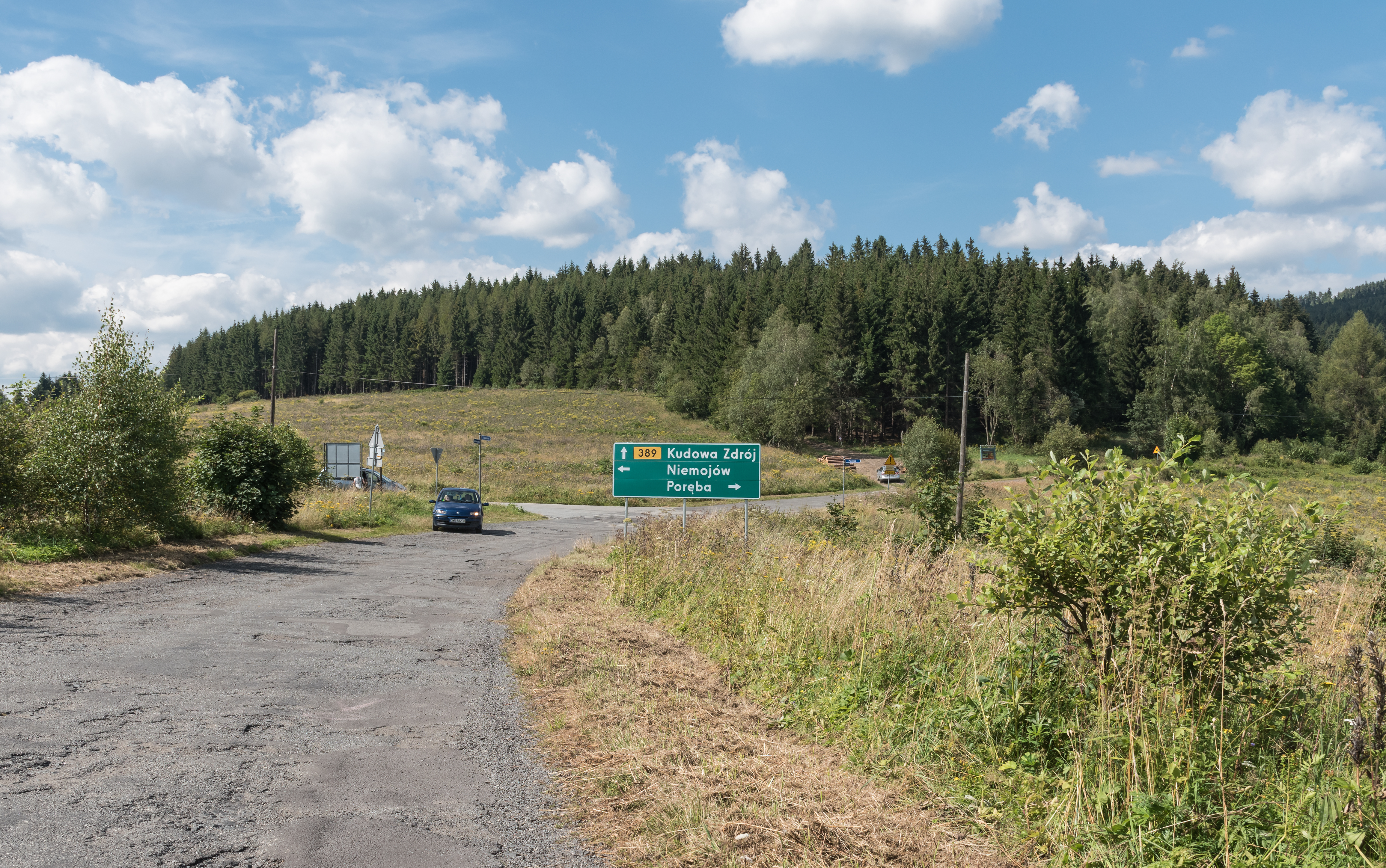
Przełęcz nad Porębą

Góry Bystrzyckie rozciągają z północnego zachodu na południowy wschód, od Obniżenia Dusznickiego po Przełęcz Międzyleską (534 m n.p.m.) na długości ok. 40 km. Przełęcz Spalona (811 m n.p.m.) dzieli te góry na dwie nierówne części: północną i południową. Część północna to rozległe stoliwo górskie ze słabo wyróżniającymi się kulminacjami Łomnickiej Równi (890 m n.p.m.) i Smolnej (865 m n.p.m.), rozcięte doliną Bystrzycy Łomnickiej na dwie równoległe części. Masyw Łomnickiej Równi opada stromo ku Wysoczyźnie Łomnicy.
W części południowej – tworzącej wyraźny grzbiet górski, poprzecinany poprzecznymi dolinami rzek, wznosi się najwyższy szczyt gór – Jagodna (985 m n.p.m.). Na południe od niej grzbiet, podzielony obniżeniami rozpada się na wyspowe masywy, Gniewosza (853 m n.p.m.) i Czerńca (891 m n.p.m.), u podnóża którego znajduje się jedyna w Górach Bystrzyckich jaskinia krasowa – Solna Jama. Dalej na południe Góry Bystrzyckie łagodnie opadają w kierunku Przełęczy Międzyleskiej (534 m n.p.m.). W południowej części Gór Bystrzyckich wznoszą się szczyty: Kamyk (721 m n.p.m.), Bochniak (713 m n.p.m.), Graniczny Wierch (711 m n.p.m.) oraz Kamieńczyk (702 m n.p.m.).
Od wschodu masywy Jagodnej, Gniewosza i Czerńca opadają stromo do kotlinowatego obniżenia, w którym położone są Wyszki, Ponikwa i Poręba. Obniżenie to od Rowu Górnej Nysy oddziela Wyszkowski Grzbiet.

## Podział mikroregionalny

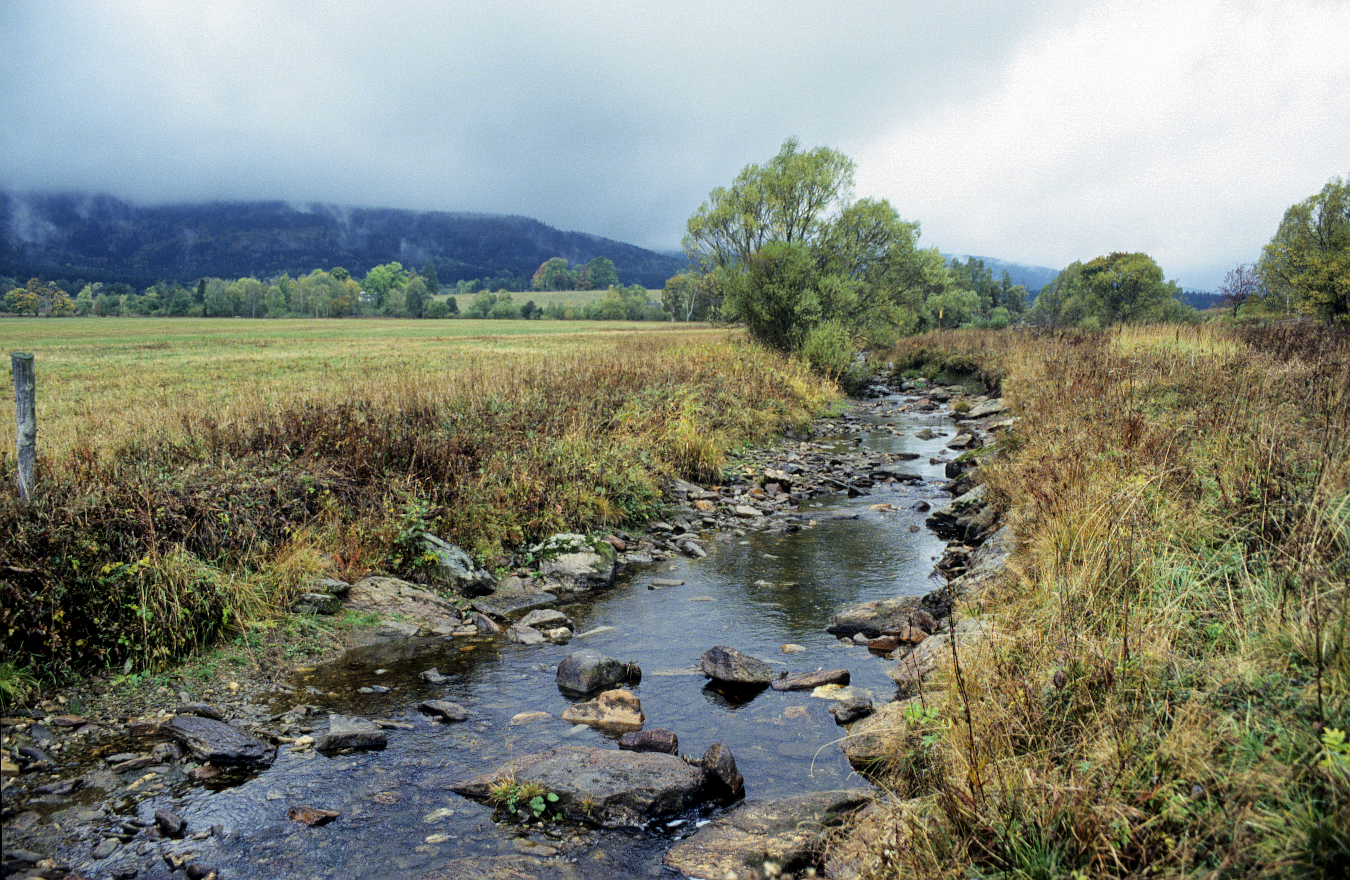
Rzeka Dzika Orlica w Lasówce; na odcinku między Lasówką a Lesicą stanowi granicę państwową między Polską i Czechami

Góry Bystrzyckie dzieli się zwykle na następujące mikroregiony:
- Stoliwo główne
- Dolina Dzikiej Orlicy
- Masyw Jagodnej
- Masyw Czerńca
- Masyw Kamyka

## Szczyty
Poniżej wymieniono szczyty w tym masywie górskim o wysokości większej niż 800 m n.p.m.
- Anielska Kopa 871 m n.p.m.
- Biesiec 833 m n.p.m.
- Czerniec 891 m n.p.m.
- Jagodna 977 m n.p.m.
- Łomnicka Równia 898 m n.p.m.
- Sasanka 985 m n.p.m.
- Smolna 865 m n.p.m.
- Ubocze 812 m n.p.m.
- Wolarz 852 m n.p.m.
- Wójtowska Równia 842 m n.p.m.
- Zbójnicka Góra 828 m n.p.m.

## Budowa geologiczna

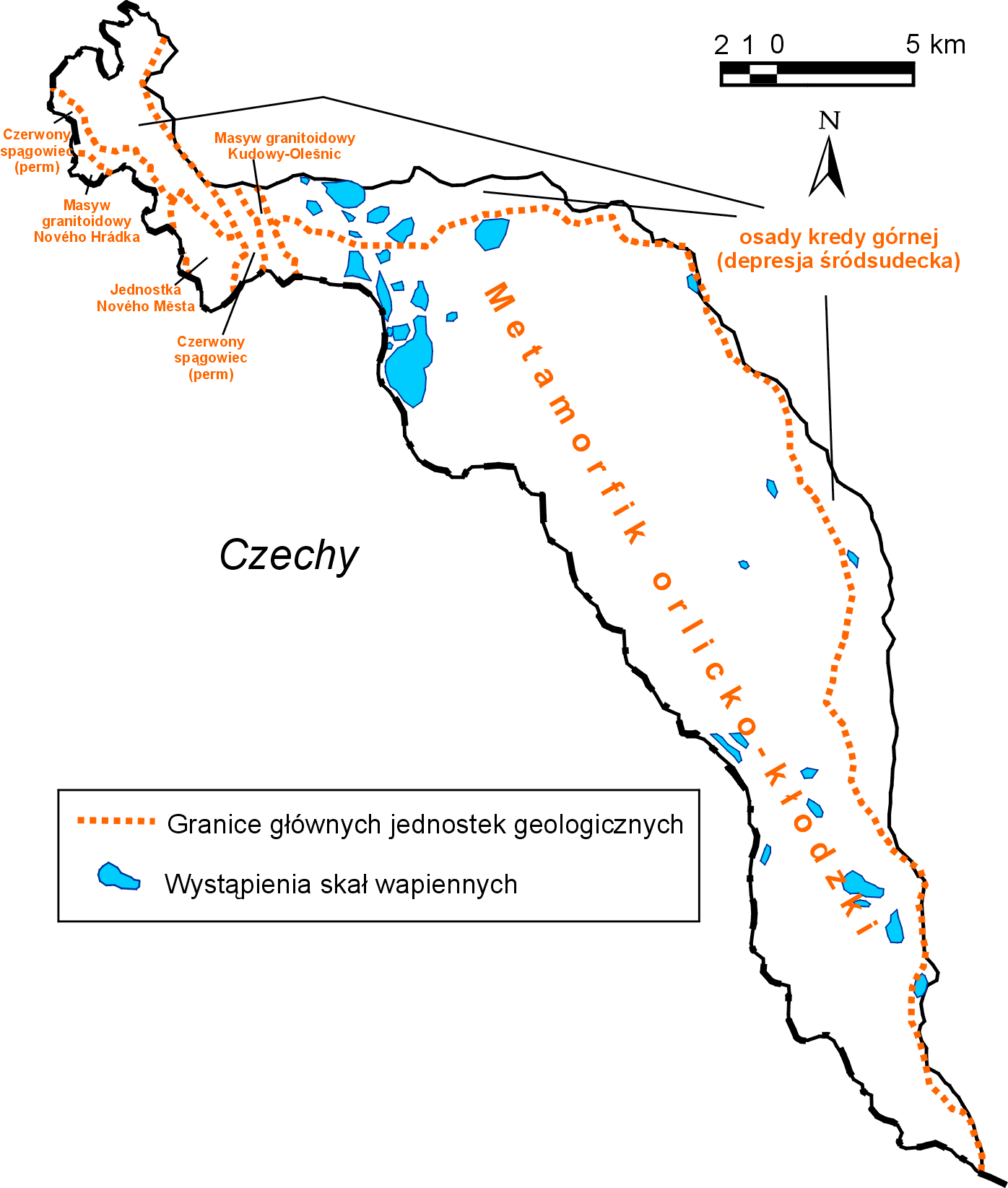
Polskie Góry Bystrzyckie, Góry Orlickie i Pogórze Orlickie – główne jednostki geologiczne

Góry Bystrzyckie zbudowane są głównie ze skał metamorficznych należących do metamorfiku Gór Bystrzyckich i Orlickich (metamorfiku bystrzycko-orlickiego), stanowiącego część tzw. metamorfiku orlicko-kłodzkiego, albo kopuły kłodzko-orlickiej. Lokalnie, głównie w części południowej pasma występują skały wapienne: wapienie krystaliczne (marmury kalcytowe i dolomitowe) i erlany (okolice Różanki, Rudawy, Gniewoszowa), z którymi związane są zjawiska krasowe. Skały te były dawniej eksploatowane w licznych małych kamieniołomach, np. koło Solnej Jamy i w okolicach Różanki.
W części północnej oraz wschodniej na skałach metamorficnych zalegają górnokredowe margle, piaskowce i mułowce będące przedłużeniem osadów depresji śródsudeckiej.
Osady czwartorzędowe (np. gliny deluwialne, torfy oraz aluwia rzek i potoków) mają niewielkie rozprzestrzenienie.
Najważniejszą i największą jednostką budującą Góry Bystrzyckie jest metamorfik orlicko-kłodzki, stanowiący prekambryjski górotwór zbudowany z kambryjskich łupków łyszczykowych, gnejsów i paragnejsów. Jest on fragmentem paleogeńskiej równiny potrzaskanej uskokami tektonicznymi w oligocenie i wydźwigniętej. Stąd opada bardzo stromymi zboczami do Rowu Nysy Kłodzkiej (wzdłuż uskoków), a samo stoliwo Gór Bystrzyckich ma postać szerokiej i płaskiej wierzchowiny, nad którą sterczą niskie kopuły szczytów – dawne pagóry paleogeńskiej równiny.

## Wody

### Cieki

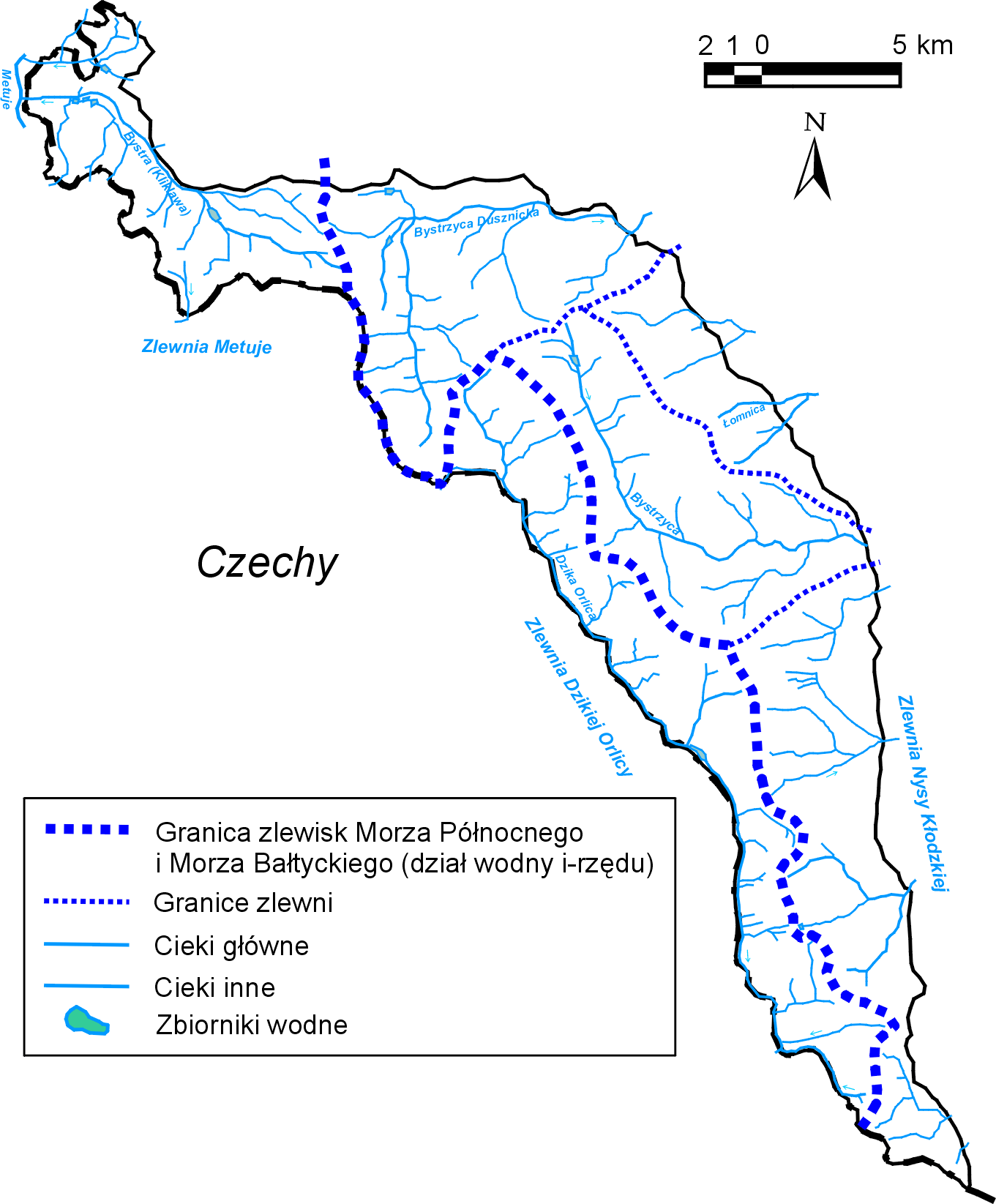
Polskie Góry Bystrzyckie, Góry Orlickie i Pogórze Orlickie – hydrografia

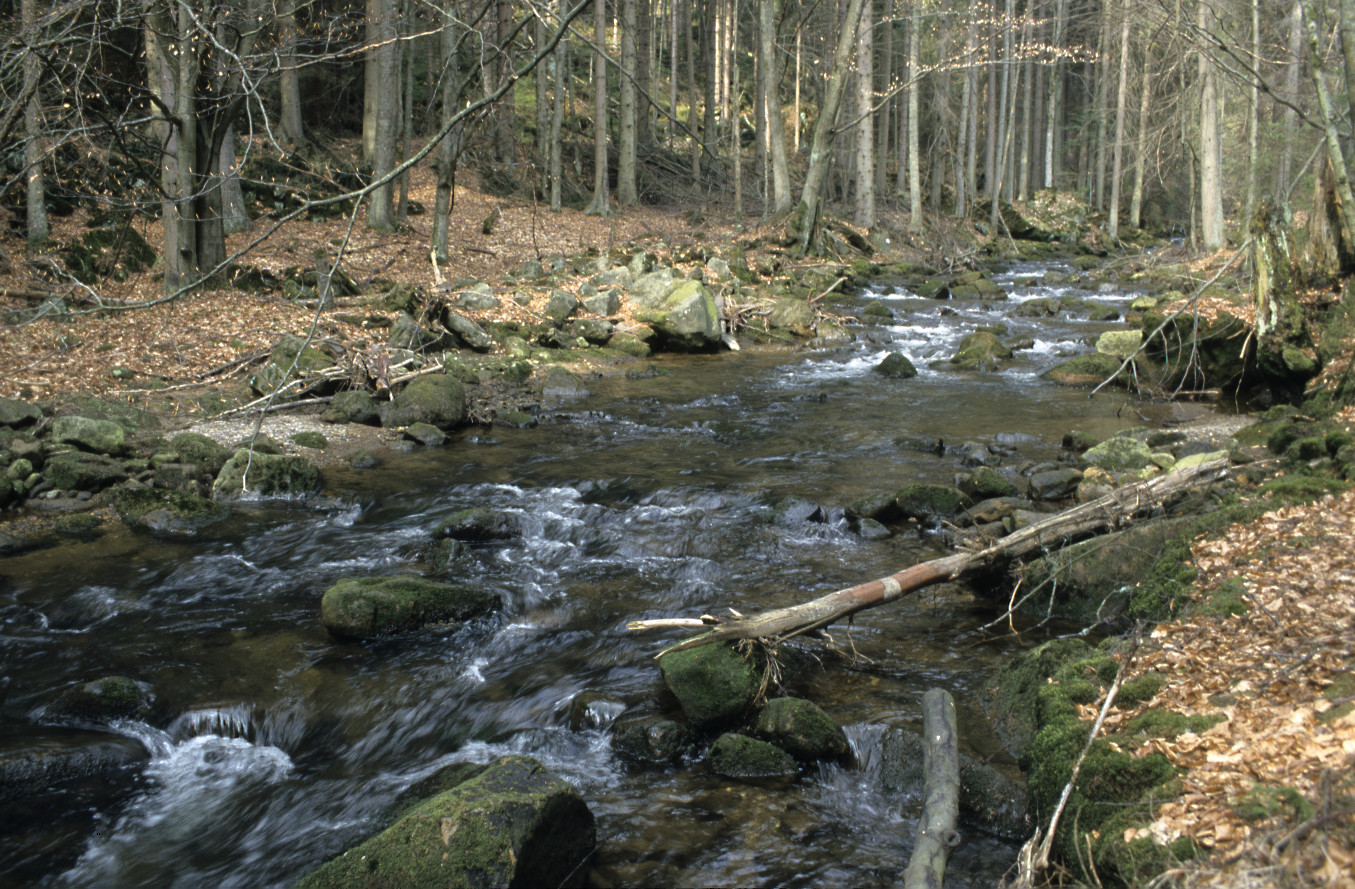
Góry Bystrzyckie. Bystrzyca Łomnicka powyżej Młotów płynie malowniczą doliną przez odludne i zalesione tereny

Przez teren Gór Bystrzyckich przebiega dział wodny oddzielający zlewiska Morza Bałtyckiego i Morza Północnego. Przebiega on głównym grzbietem Gór Bystrzyckich na linii Kamyk-Bochniak-Czerniec-Gniewosz-Jedlnik-Przeł. nad Porębą-Jagodna-Sasin-Przeł. Spalona-Przeł. pod Uboczem-Kłobuk-Biesiec-Topieliska-Hutnicza Kopa.
Przeważająca wschodnia i północna część Gór Bystrzyckich oraz większość polskiej części przyległych Gór Orlickich należy do dorzecza Odry poprzez dopływy Nysy Kłodzkiej – największe z nich to Bystrzyca Dusznicka, Bystrzyca Łomnicka i Łomnica. Zachodni skłon Gór Bystrzyckich odwadniany jest przez Dziką Orlicę (czes. Divoká Orlice, dorzecze Łaby), która na odcinku od Lasówki do Lesicy stanowi jednocześnie granicę państwową. Największe lewobrzeżne dopływy Dzikiej Orlicy z polskiej strony to: Czarny, Mostowy i Tartaczny Potok, Jelonik oraz Czerwony Strumień.
Głównym czynnikiem determinującym układ sieci rzecznej jest struktura geologiczna. Według klasyfikacji geometrycznej większość potoków ma układ dendryczny, rzadziej pierzasty sieci rzecznej. Mają one swoje źródła na granicy warstw wodonośnych z podścielającymi je utworami nieprzepuszczalnymi, w strefie kontaktu skał krystalicznych i osadowych.

### Podmokłości
Na obszarach nieckowatych obniżeń, które wypełnione są osadami deluwialnymi lub namułami występują podmokłości. Pojawiają się one w sąsiedztwie wycieków i wysięków, a ich lokalizacja związana jest zwykle ze strefami kontaktów różnych skał, zwłaszcza skał krystalicznych z osadowymi (perm, górna kreda). Większe obszary podmokłe to:
- kompleks torfowisk wysokich Topieliska i Czarne Bagno w Górach Bystrzyckich – położony na wododziałowym spłaszczeniu na obszarze źródliskowym Dzikiej Orlicy i dopływów Bystrzycy Dusznickiej,
- torfowiska w okolicach Lasówki i Piaskowic.

### Zbiorniki astatyczne
W niższych położeniach rzadko występują zbiorniki astatyczne pochodzenia antropogenicznego. Utworzone są zwykle w dolinach potoków i zasilane ich wodami. Są to niewielkie stawki wiejskie (np. w Starkówku) oraz zalewy utworzone na potokach w celach rekreacyjnych (Rudawa). Na terenie Gór Bystrzyckich istnieje również kilka leśnych zbiorników retencyjnych, utworzonych głównie dla celów przeciwpowodziowych (np. na Bystrzycy Łomnickiej koło Zielonego Mostu, w Różance).

## Przyroda

### Roślinność

#### Potencjalna roślinność naturalna

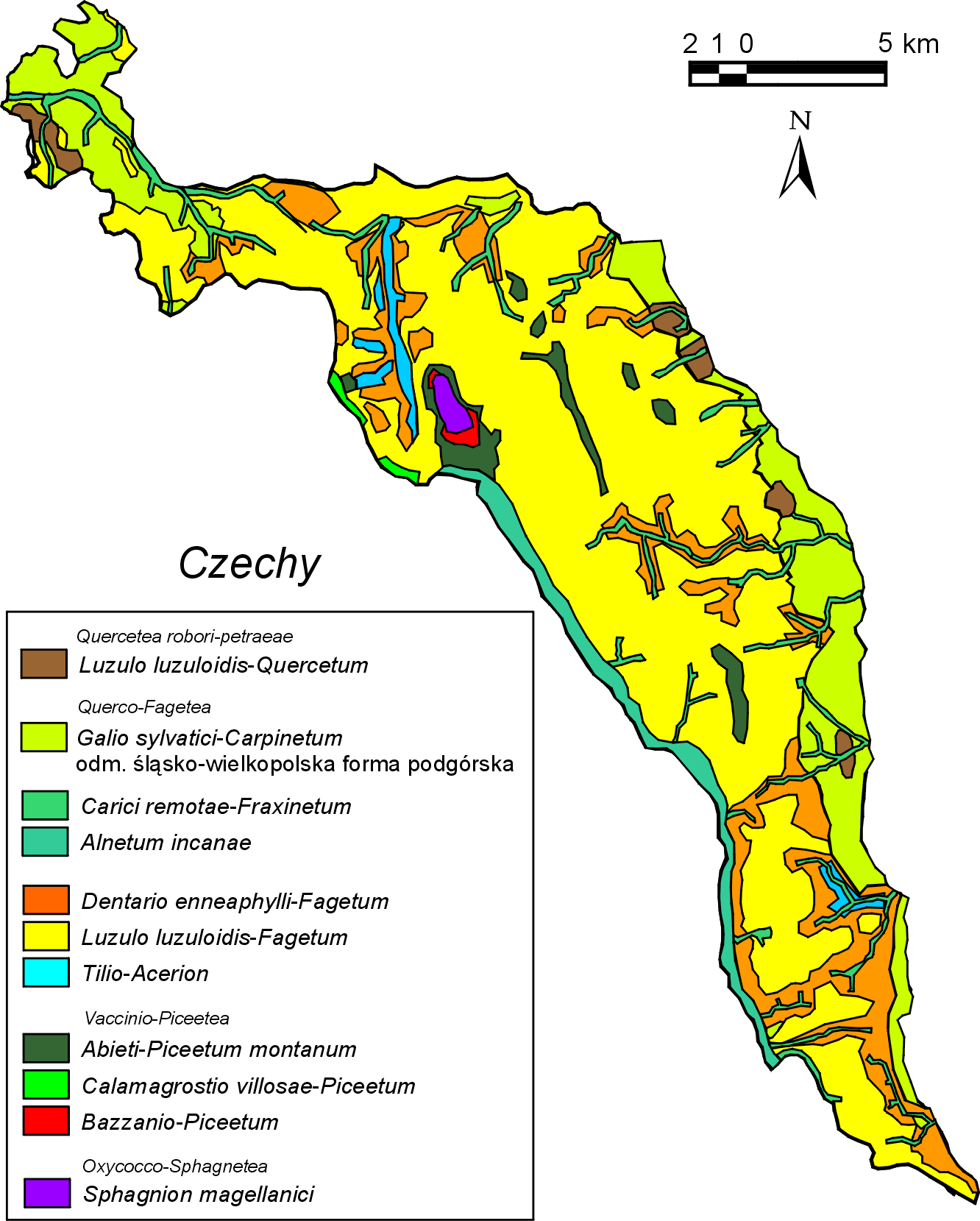
Polskie Góry Bystrzyckie, Góry Orlickie i Pogórze Orlickie – potencjalna roślinność naturalna

Potencjalnie dominują na terenie Gór Bystrzyckich siedliska kwaśnej buczyny górskiej Luzulo luzuloidis-Fagetum, w mniejszym stopniu żyznej buczyny sudeckiej Dentario enneaphylli-Fagetum a lokalnie również innych typów lasów:
- dolnoreglowy bór jodłowo-świerkowy Abieti-Piceetum
- nadrzeczna olszynka górska Alnetum incanae (dolina Dzikiej Orlicy)
- podgórski łęg jesionowy Carici remotae-Fraxinetum
- jaworzyna miesiącznicowa Lunario-Aceretum pseudoplatani
- grąd środowoeuropejski Galio sylvatici-Carpinetum betuli
- podgórska dąbrowa acydofilna Luzulo luzuloidis-Quercetum

Jedyny nieleśny typ roślinności potencjalnej to kompleks torfowisk wysokich (Sphagnetalia magellanici) w północnej części pasma na obszarze źródliskowym Dzikiej Orlicy „Torfowisko pod Zieleńcem”.

#### Roślinność rzeczywista

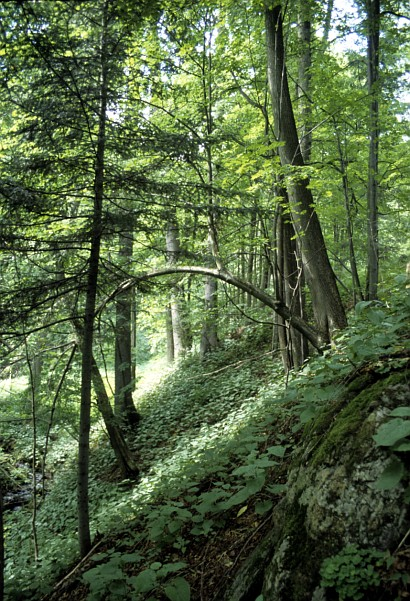
Góry Bystrzyckie, jaworzyna miesiącznicowa Lunario-Aceretum pseudoplatani w dolinie Głowni poniżej Gniewoszowa

Obecnie wierzchowina i zbocza porośnięte są głównie sztucznie wprowadzonymi lasami świerkowymi, w większości w postaci jednogatunkowych monokultur. Miejscami zachowały się jednak naturalne kwaśne i żyzne buczyny. W dolinkach potoków występują zbiorowiska lasów łęgowych: podgórski łęg jesionowy Carici remotae-Fraxinetum czy jaworzyny z miesiącznicą trwałą Lunario-Aceretum pseudoplatani (np. w dolinie potoku Głownia poniżej Gniewoszowa). Na kamieńcach w dolinie Dzikiej Orlicy na kilku odcinkach zachował się rzadki w Sudetach zespół olszynki górskiej Alnetum incanae z dominacją olszy szarej w drzewostanie.
Zbiorowiska nieleśne są wynikiem działalności człowieka i koncentrują się wokół terenów osadniczych, największe z nich występują w otoczeniu Spalonej i Lasówki oraz w niskich położeniach na wschodnim obrzeżeniu Gór Bystrzyckich. Stanowią je głównie świeże i wilgotne łąki górskie (Polygono-Trisetion, Calthion), pastwiska (Nardetalia). Na terenie wsi i wzdłuż dróg wykształcają się nitrofilne ziołorośla (Artemisietea) z licznym udziałem: świerząbka korzennego (Chaerophylletum aromatici), świerząbka orzęsionego, pokrzywy zwyczajnej, marchewnika anyżowego i in.

### Flora
Ogółem na terenie Gór Bystrzyckich stwierdzono ok. 850 gatunków roślin naczyniowych, w tym 69 gatunków górskich.
Z roślin chronionych oprócz rzadkich roślin torfowiskowych występujących na Torfowisku pod Zieleńcem, np. (rosiczki, brzozy karłowatej, sosny drzewokosej) w lasach stosunkowo często występują wawrzynek wilczełyko, paprotka zwyczajna, pierwiosnek wyniosły, śnieżyca wiosenna, czosnek niedźwiedzi, lilia złotogłów.
Charakterystycznym gatunkiem dla porzuconych zarastających łąk górskich jest tu łubin trwały, masowo występujący np. w rejonie Spalonej.

### Fauna

#### Ptaki
Na terenie pasma stwierdzono 116 gatunków ptaków, w tym 67 lęgowych, 29 prawdopodobnie lęgowych, a 20 przypuszczalnie mogących gniazdować. Nad potokami często spotkać można pluszcza i pliszkę górską, na górskich łąkach derkacza. Występują tu również bocian czarny, siwerniak, czeczotka, dzięcioł zielonosiwy, puchacz, włochatka, krzyżodziób świerkowy, drozd obrożny, świergotek łąkowy, świerszczak, dziwonia, pokląskwa.

#### Bezkręgowce
Na terenie torfowiska pod Zieleńcem występuje bogata entomofauna charakterystyczna dla torfowisk, wśród której znajdują się relikty glacjalne i tyrfobionty, np. szlaczkoń torfowiec, modraszek bagniczek, kilka gatunków ważek. Kilka gatunków pajęczaków ma tam również jedyne stanowiska w Polsce.
W Górach Bystrzyckich występuje także rzadki gatunek ślimaka świdrzyk kasztanowaty.

### Ochrona przyrody
Góry Bystrzyckie wchodzą w skład Obszaru chronionego krajobrazu „Góry Bystrzyckie i Orlickie”. W północno-zachodniej części znajduje się rezerwat ścisły „Torfowisko pod Zieleńcem” (Topieliska, Tundra Syberyjska), obejmujący unikalne przyrodniczo torfowisko wysokie z rzadkimi gatunkami roślin i zwierząt, np. trzy gatunki rosiczek, bagno zwyczajne, brzoza karłowata, sosna drzewokosa i in.
Obszar doliny Dzikiej Orlicy zarówno ze strony czeskiej, jak i polskiej jest projektowanym specjalnym obszarem ochrony siedlisk Natura 2000 – w wodach Dzikiej Orlicy żyje m.in. głowacz białopłetwy.

## Historia
Pierwsze ślady bytności człowieka na tym terenie datowane są na epokę kamienną.
Tereny te przez stulecia stanowiły strefę pograniczną, należącą do hrabstwa kłodzkiego, początkowo między Czechami a Śląskiem, a następnie między monarchiami niemiecką a austriacką. Do XVI wieku granica zachodnia hrabstwa kłodzkiego biegła głównym grzbietem Gór Bystrzyckich, w 1589 roku przesunięto ją na nurt Dzikiej Orlicy, co spowodowało nasiloną kolonizację doliny i rozwinięcie istniejącego tam ciągu osadniczego.
Stałe i zwarte osadnictwo wiejskie wkroczyło na teren Gór Bystrzyckich stosunkowo późno, ze względu na niekorzystne warunki klimatyczne, trudne warunki uprawy i pierwotne zalesienie. W średniowieczu istniało tym terenie państewko feudalne Szczerba (którego siedzibą był Zamek Szczerba), które przyczyniło się do jego kolonizacji. Osady łańcuchówki tworzyły ciągi osadnicze prawie wyłącznie w dolinach: łatwiej dostępnych, zasobnych w wodę, gdzie panowały korzystniejsze warunki do uprawy ziemi.
Odlesienie wyższych partii Gór Bystrzyckich postępowało na większą skalę dopiero w XVI-XIX w. w związku z intensyfikacją gospodarki leśnej i postępującą ich kolonizacją. Również rozwój małego przemysłu wiejskiego (szklarstwo, hutnictwo, papiernictwo) oraz górnictwa żelaza, które potrzebowały znacznych ilości drewna spowodował znaczne odlesienia, miejscami wręcz rabunkową gospodarkę leśną. W XVI w. zaczęła się, trwająca aż do XIX w. kolonizacja terenów górskich tej części Sudetów ludnością niemieckojęzyczną, napływającą zarówno z terenów Śląska, hrabstwa kłodzkiego, jak i dalszych obszarów Sudetów Zachodnich. Po zaprzestaniu wyrębów na wielką skalę w Sudetach Zachodnich (głównie w Karkonoszach), część osadników związanych z pracą w lesie przeniosła się na teren Gór Orlickich i Bystrzyckich. Część tych osadników pochodziła z przedgórza i pogórza Alp.
Po przejęciu tego obszaru przez państwo polskie w 1945 jego dotychczasowa ludność została w całości wysiedlona do Niemiec.

## Wyludnienie
Obecnie silnie na obszarze tej części ziemi kłodzkiej zaznacza się postępujący proces wyludniania, który rozpoczął się już wkrótce po zasiedleniu tych terenów ludnością repatriacyjną z terenów wschodnich. Proces ten dotyczy w największym stopniu doliny Dzikiej Orlicy, gdzie większość osad już zanikła (np. Piaskowice, Głożyna, przysiółki Rudawy, Mostowic i Lesicy) a pozostałe liczą zwykle po kilka domostw. Dotyczy on również dużych niegdyś wsi na wschodnim obrzeżeniu Gór Bystrzyckich (np. Paszkowa, Huty, Łomnicy), które znacznie zmniejszyły liczbę mieszkańców i utraciły liczne dawniej kolonie. Zjawisko to nie dotknęło w większym stopniu jedynie wsi położonych w sąsiedztwie większych miast i uzdrowisk, które spełniają rolę letniskową lub są ośrodkami sportowymi (Spalona, Lasówka), lub ich ludność pracuje w sąsiednich większych miejscowościach (np. Różanka, Sokołówka, Stara Bystrzyca, Bobrowniki).

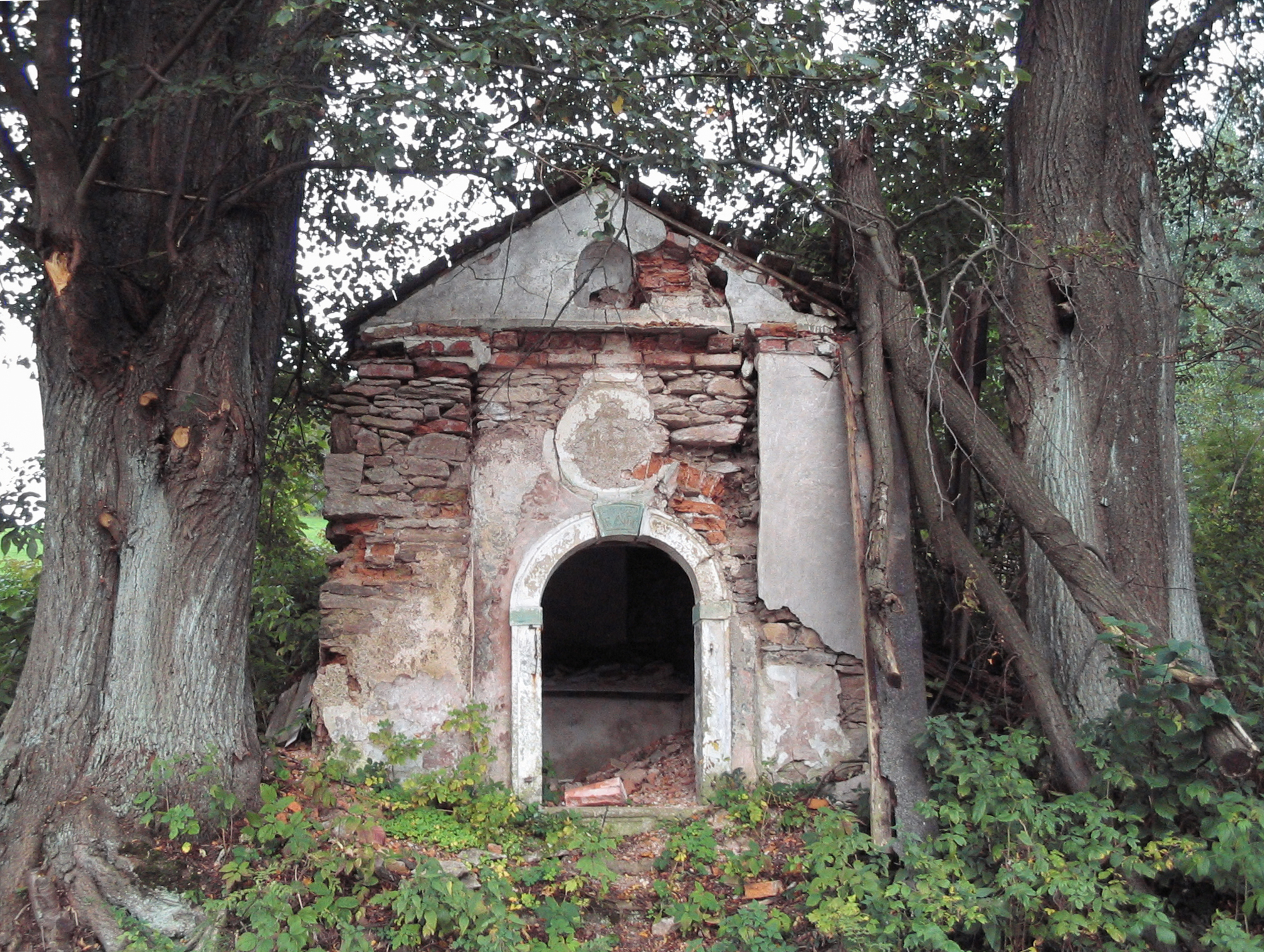
Niemojów, ruiny kapliczki z 1731 roku

Odpływ ludności spowodowany był głównie bardzo niekorzystnymi warunkami naturalnymi do uprawiania rolnictwa. W latach 60. i 70. podjęto próby aktywacji rolniczej tych terenów prowadząc tutaj sezonowe wypasy owiec i bydła z Podhala i Bieszczadów w ramach tzw. Agrokompleksu „Sudety”, natomiast w Kosterze (obecnie część Paszkowa) założono Górską Stację Wdrożeniowo-Upowszechnieniową Dolnośląskiego Ośrodka Doradztwa Rolniczego, która prowadzi poszukiwania form rozwoju gospodarki rolnej na tym terenie.

## Turystyka

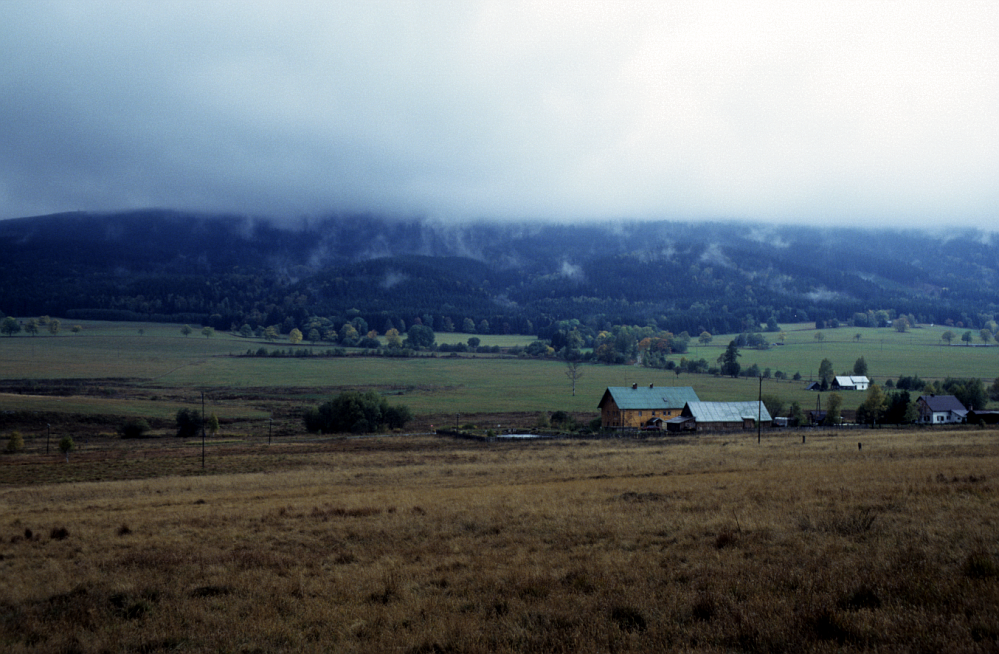
Góry Bystrzyckie, dolina Dzikiej Orlicy w Lasówce

Ze względu na małe urozmaicenie i znacznie zalesienie oraz niewielką bazę noclegową Góry Bystrzyckie nie są popularnym regionem turystycznym. Teren jest natomiast atrakcyjny dla wytrwałych piechurów. Przez góry prowadzą liczne szlaki turystyczne, jest czynnych kilka schronisk turystycznych. Istnieje gęsta sieć śródleśnych dróg asfaltowych, dostępnych głównie dla pieszych, rowerzystów i pojazdów leśnych. Duże walory widokowe ma Droga Sudecka zwana też Autostradą Sudecką, która została zbudowana w 1938 roku.

### Atrakcje turystyczne
Mimo znacznego wyludnienia regionu, w Górach Bystrzyckich mają też swoje atrakcje pochodzenia kulturowego. Największymi miastami leżącymi u podnóża Gór Bystrzyckich są: Duszniki-Zdrój, Szczytna, Polanica-Zdrój oraz Bystrzyca Kłodzka. Stanowią one bazę wypadową dla wielu wycieczek, poza tym same są miejscami godnymi zwiedzenia i bywają często celem wyjazdów.

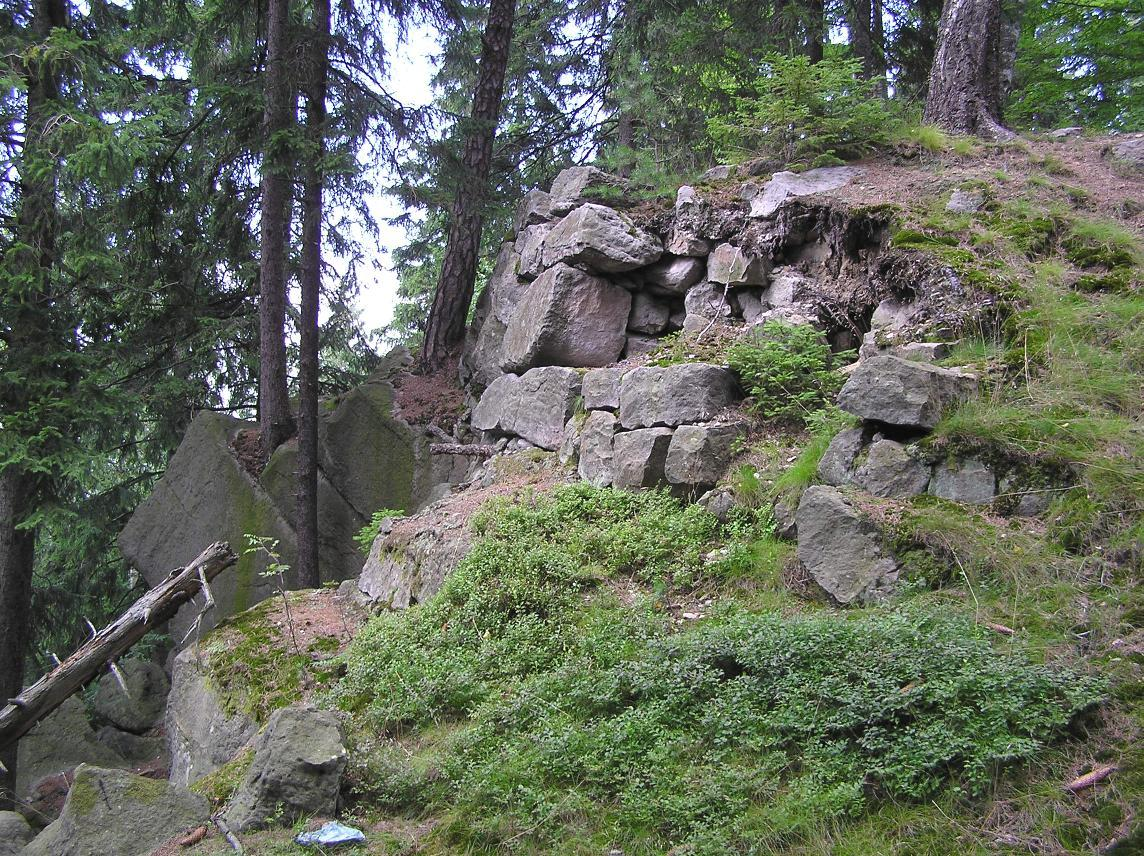
Góry Bystrzyckie, pozostałości Fortu Fryderyka (Blockhauz) na Kamiennej Górze

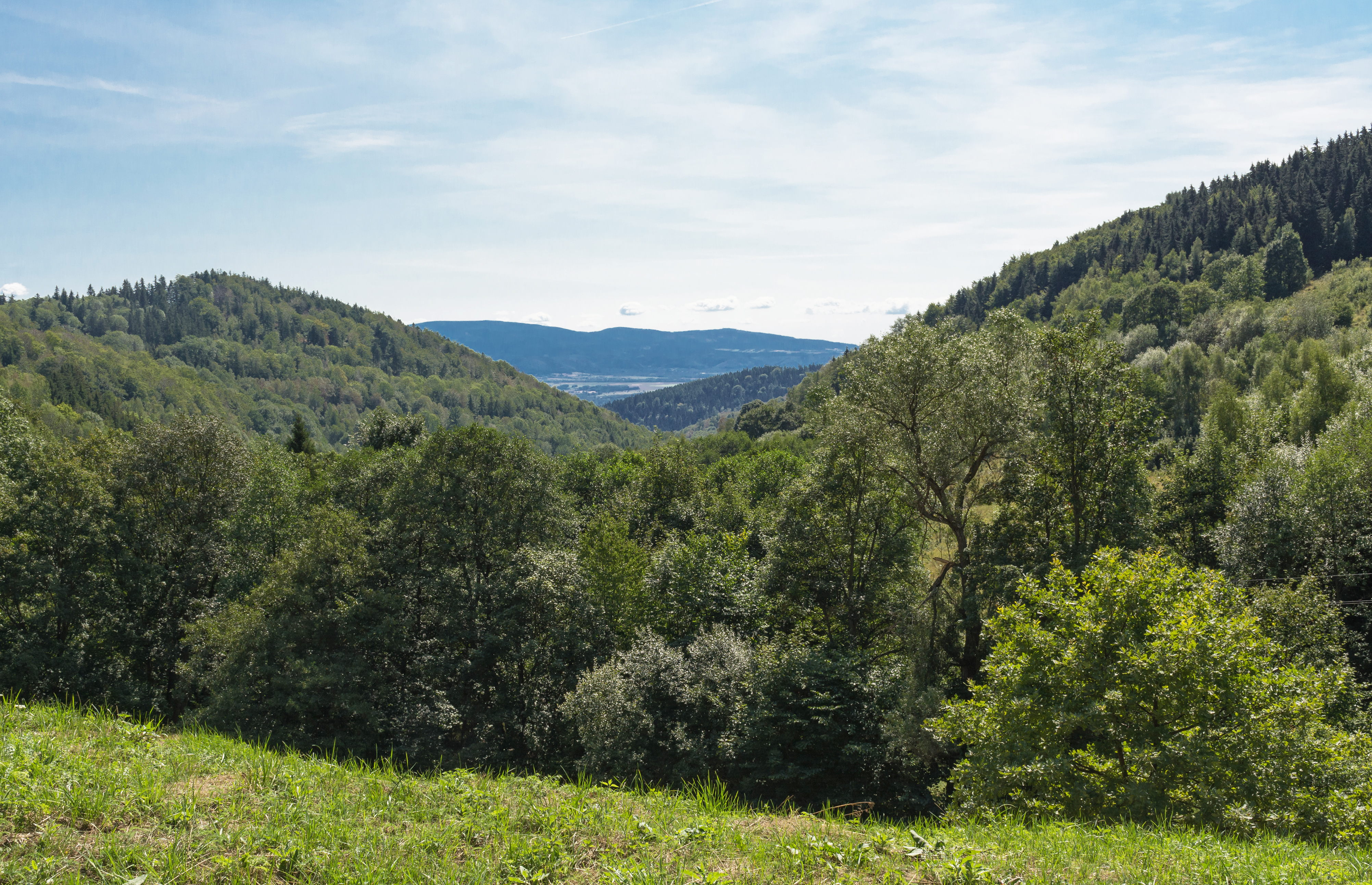
Widok z Fortu Wilhelma

W samych Górach Bystrzyckich (poza miastami) znajduje się bardzo niewiele obiektów antropogenicznych. Należy do nich m.in. Muzeum Misyjno-Etnograficzne, położone na stokach góry Kostera (administracyjnie należy do Polanicy-Zdroju). Obiekt prowadzą misjonarze z zakonu oo. sercanów białych (Zgromadzenie Najśw. Serc Jezusa i Maryi). Ekspozycję stanowią dzieła sztuki ludowej oraz przedmioty codziennego użytku z Konga, Tahiti i Peru.
Wśród lasów spotyka się stare domki myśliwskie, w sąsiedztwie dawnych i obecnych osad przydrożne kapliczki i krzyże. Warta wymienienia jest kamienna rzeźba człowieka w kapeluszu z niem. napisem Grauer Mann (Szary człowiek) i datą 1872. Stoi w lesie w pobliżu wsi Huta przy drodze zwanej Wieczność, stąd jest popularnie nazywana „Strażnikiem Wieczności”. Mimo wątpliwej wartości artystycznej rzeźba kamiennego człowieka zyskała sławę i krążą o niej legendy. W południowo-wschodniej części Gór Bystrzyckich, na południe od Gniewoszowa znajdują się ruiny kamiennego zamku Szczerba z ok. XIV wieku.

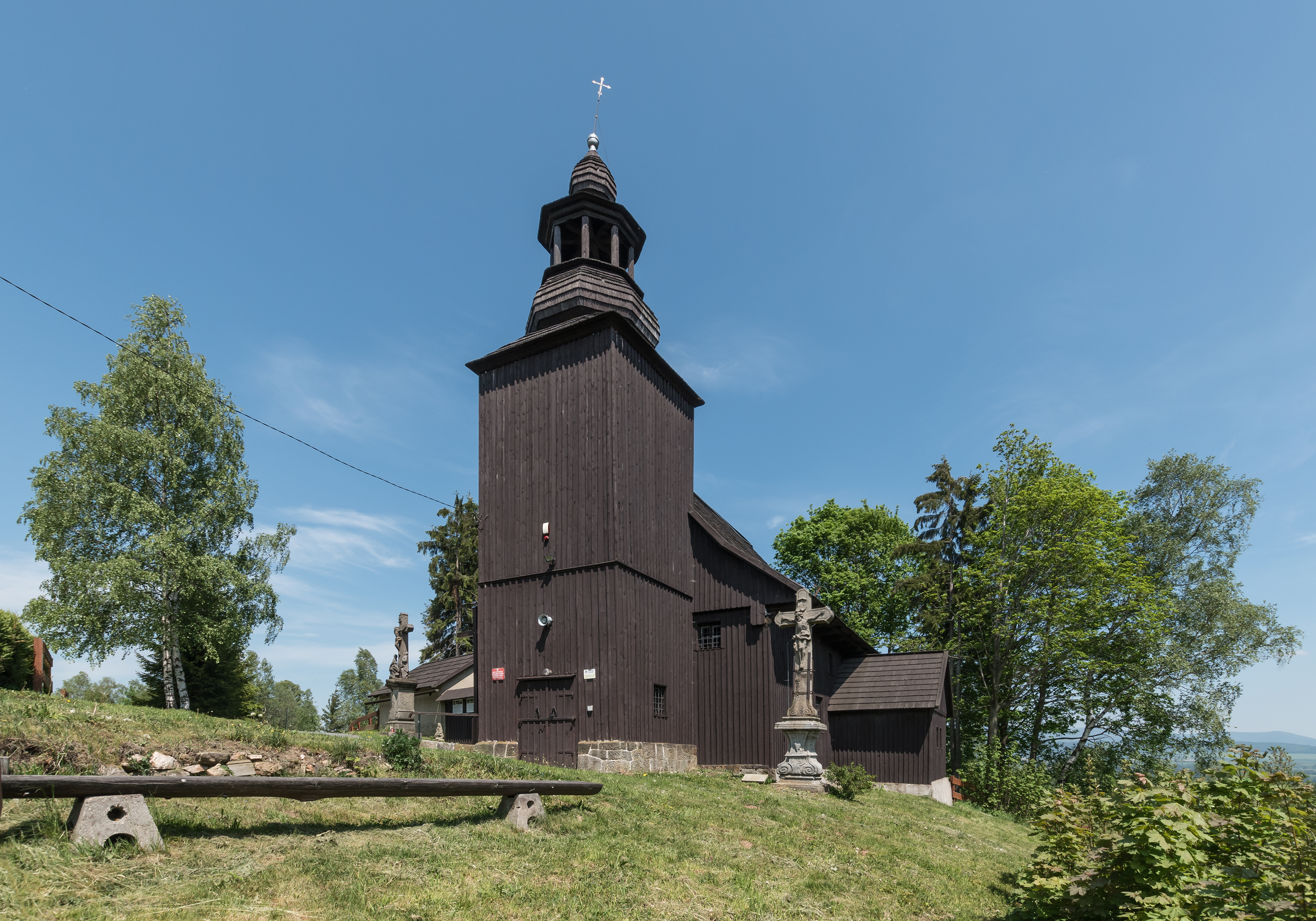
Kościół św. Michała Archanioła w Kamieńczyku

We wsi Niemojów znajdują się ruiny kamiennego dworu sołtysów z 1576 r. Unikatowość tego obiektu przejawia się pałacowym potraktowaniem architektury budynku mieszkalnego dworu.
Na terenie Gór Bystrzyckich znajdują się 3 barokowe drewniane kościoły z XVIII w.: w Nowej Bystrzycy, Zalesiu i Kamieńczyku. Kościół w Zalesiu ma ciekawy zespół polichromii ze scenami Starego Testamentu (tzw. „Biblia dla ubogich”).
Innymi atrakcjami są pozostałości wybudowanych pod koniec XVIII wieku fortyfikacji. Powstały one na rozkaz Fryderyka Wilhelma II i miały stanowić obronę przed wojskami austriackimi. W Górach Bystrzyckich znajdowały się dwa takie forty – Fort Wilhelma i Fort Fryderyka na Kamiennej Górze. Oba nigdy nie zostały wykorzystane w celach militarnych i w drugiej połowie XIX wieku zarządzono ich rozbiórkę, ponieważ ich utrzymanie stało się zbyt kosztowne. Obecnie pozostała tylko niewielka część murów i dawna fosa, widoczna zwłaszcza w Forcie Wilhelma. Większość materiału rozbiórkowego została powtórnie wykorzystana m.in. przy budowie mostu i szkoły w Bystrzycy Kłodzkiej.

### Schroniska turystyczne
- Zieleniec: schronisko „Orlica” (dawniej PTTK), dawne, obecnie sprywatyzowane schronisko PTSM (w sąsiednich Górach Orlickich)
- Lasówka: schronisko „Szarotka” - schronisko nieczynne
- Duszniki-Zdrój: schronisko PTTK „Pod Muflonem” (Ptasia Góra)
- Spalona: schronisko PTTK „Jagodna”

### Dawne przejścia graniczne
- Ogólnodostępne: Mostowice/Orlické Záhoří
- Małego ruchu granicznego: Niemojów/Bartošovice v Orlických horách
- Przejścia na szlakach turystycznych: Mostowice/Orlické Záhoří – Niemojów/Bartošovice v. Orlických horách – Kamieńczyk/České Petrovice

### Szlaki turystyczne
- – fragment Głównego Szlaku Sudeckiego im. M. Orłowicza. Zieleniec – Lasówka – Rozdroże pod Uboczem – Spalona – Szczepków – Ponikwa – Długopole-Zdrój
- Ptasia Góra (schr. „Pod Muflonem”) – Rozdroże pod Błażkową – dolina Zajęcznika – Rudnik – Wolarz – Piekielny Labirynt – Nowa Sokołówka – Polanica-Zdrój
- fragment Międzynarodowego Szlaku I22, Duszniki-Zdrój – Ptasia Góra (schr. „Pod Muflonem”) – Nawojowa – Stare Bobrowniki – Nowe Bobrowniki – Szklana Góra – Szczytna – Szczytnik (zamek Leśna) – Kamiennik – Piekielna Góra – Polanica-Zdrój – Nowa Sokołówka – Sokołówka – Przeł. Sokołowska – Pokrzywno – Droga Stanisława (Toczek – Równienka – Łomnicka Równia – Anielska Kopa – Kościelnik – Barć) – Huta – Wójtowska Równia – Barczowa – Zalesie – Stara Bystrzyca – Bystrzyca Kłodzka
- fragment Międzynarodowego Szlaku I21, Duszniki-Zdrój – Wzgórze Rozalii – Ptasia Góra (schr. „Pod Muflonem”) – Droga Libuszy – Widlasta Droga – Rozdroże pod Bieścem – Mokra Łąka – Siwa Skała – Rozdroże pod Uboczem – Spalona – Sasin – Sasanka – Jagodna – Przeł. nad Porębą – Poniatów – Jedlnik – Gniewoszów – ruiny zamku Szczerba – Solna Jama (pętla) – Różanka – Międzylesie
- Niemojów – Kolonia Lesica – Lesica – Czerwony Strumień – Kamyk – Graniczny Wierch – Dworski Kopiec – Przeł. Międzyleska
- Stara Łomnica – Kotlarnia – Barć – Huta – Wójtowska Równia – Pawelski Potok – Młoty – Szklarnik – Spalona Dolna – Spalona – Autostrada Sudecka – Zalesie – Kolonia Stara Bystrzyca – Bystrzyca Kłodzka
- Zieleniec – PKS „Zieleniec skrót” – rez. „Torfowisko pod Zieleńcem” – Rozdroże pod Bieścem – Zielona Droga – Kamienna Góra – Przeł. Sokołowska – Sokołówka – Nowa Sokołówka – Polanica-Zdrój

### Trasy rowerowe
- Trasa rowerowo-narciarska schr. „Szarotka”, Lasówka – Polana św. Huberta – Widlasta Droga – Twarde Źródło – Zielona Droga – Zielony Most – wzdłuż Bystrzycy do skrzyżowania z Drogą Królewską – Droga Królewska – Piaszczysta Droga – Droga Zbłąkanych Wędrowców – Lasówka

### Inne
- Przyrodnicza ścieżka dydaktyczna w rez. „Torfowisko pod Zieleńcem” na zielonym szlaku z Zieleńca do Polanicy-Zdroju
- Trasa spacerowa schr. „Szarotka” w Lasówce

### Odznaki turystyczne
Istnieje odznaka turystyczna powiązana ze zdobywaniem najwyższych szczytów tego pasma górskiego. Odznaka Korona Gór Bystrzyckich ustanowiona przez Klub Zdobywców Koron Górskich RP przyznawana jest za zdobycie określonych 10 szczytów tego pasma górskiego.